# 미겔 무뇨스
미겔 무뇨스 모순(스페인어: Miguel Muñoz Mozún; 1922년 1월 19일, 마드리드 주 마드리드 ~ 1990년 7월 16일, 마드리드 주 마드리드)은 스페인의 전 축구 선수이자 감독이다.
현역 시절 미드필더였던 그는 주로 레알 마드리드에서 활약했고, 이후 감독을 맡아 축구 역사상 손꼽히는 축구 감독으로 우뚝 섰는데, 유러피언컵을 2번, 라 리가를 9번 우승하였다.(선수 시절에는 두 대회 도합 7번 우승을 거두었다)
무뇨스는 이후 스페인 국가대표팀 감독도 6년 역임했는데, 유로 1984에서는 준우승의 성과를 거두었다.

## 선수 경력
마드리드 출신으로, 무뇨스는 고향 다수의 유소년 축구단에서 활약했는데 처음에는 레알 마드리드 입단에 실패하고 로그로녜스, 라싱 산탄데르, 그리고 셀타 비고를 거쳤다. 1948년, 그는 파이뇨와 함께 갈리시아 연고 구단 소속으로 라 리가 4위와 대장군 컵 준우승의 성과를 거두었는데, 세비야에 1-4로 패한 결승전에서 만회골을 득점했었다.
이듬해, 파이뇨와 무뇨스 모두 레알 마드리드에 입단했고, 무뇨스는 수도 연고 구단 소속으로 347번의 공식 경기에 출전했다. 또한, 그는 스페인 국가대표팀 경기에 7번 출전했지만, 주요 대회에 참가한 적은 없었다.
무뇨스는 마드리드의 유러피언컵 1호골 주인공이기도 한데, 그는 1955년 9월 8일에 열린 세르베트와의 원정 경기에서 2-0 승리를 도왔다. 이후, 그는 주장 완장을 차고 1956년과 1957년에 잇달아 대회 우승으로 이끌고 거의 36세가 되어서 현역에서 은퇴했다.

## 감독 경력
무뇨스는 마드리드의 2군 수석 코치로 감독일에 입문했고, 이후 플루스 울트라의 지휘봉을 잡고 1959년에 1군의 사령탑에 취임했다. 그의 임기는 마드리드 역사상 가장 화려한 성적을 거둔 시기로, 9번 리그를 우승했는데, 1961년부터 1965년까지 5번 연속 우승한 데 이어 1967년부터 1969년까지 3번 더 연속으로 우승했다.
유럽대항전에서, 무뇨스는 1960년과 1966년에 유러피언컵 우승을 2번 추가했다. 그 결과 그는 선수이자 감독으로 모두 대회 우승을 거둔 감독이 되었는데, 이 업적은 조반니 트라파토니, 요한 크라위프, 카를로 안첼로티, 프랑크 레이카르트, 페프 과르디올라, 그리고 지네딘 지단도 달성했다. 1974년, 그는 16년 동안 이끌던 마드리드를 떠났는데, 그는 구단 중흥기를 장식했으며, 최장 기간을 역임한 감독으로 기록되었다.
그라나다, 라스 팔마스, 그리고 세비야의 감독을 역임하며 7년 더 리그에서 지도 경험을 쌓은 그는 안방에서 열린 1982년 월드컵에서 초라한 성적을 거둔 스페인 국가대표팀의 사령탑에 취임했다. 그 전에 그는 1960년대 말에도 국가대표팀 대행 감독으로 4경기 지휘했었는데, 그의 임기에 유로 1984 준우승과 1986년 월드컵 8강의 성과를 냈다.

## 최후
68세의 무뇨스는 식도정맥류에 의한 출혈로 마드리드에서 영면에 들었다.

## 수상

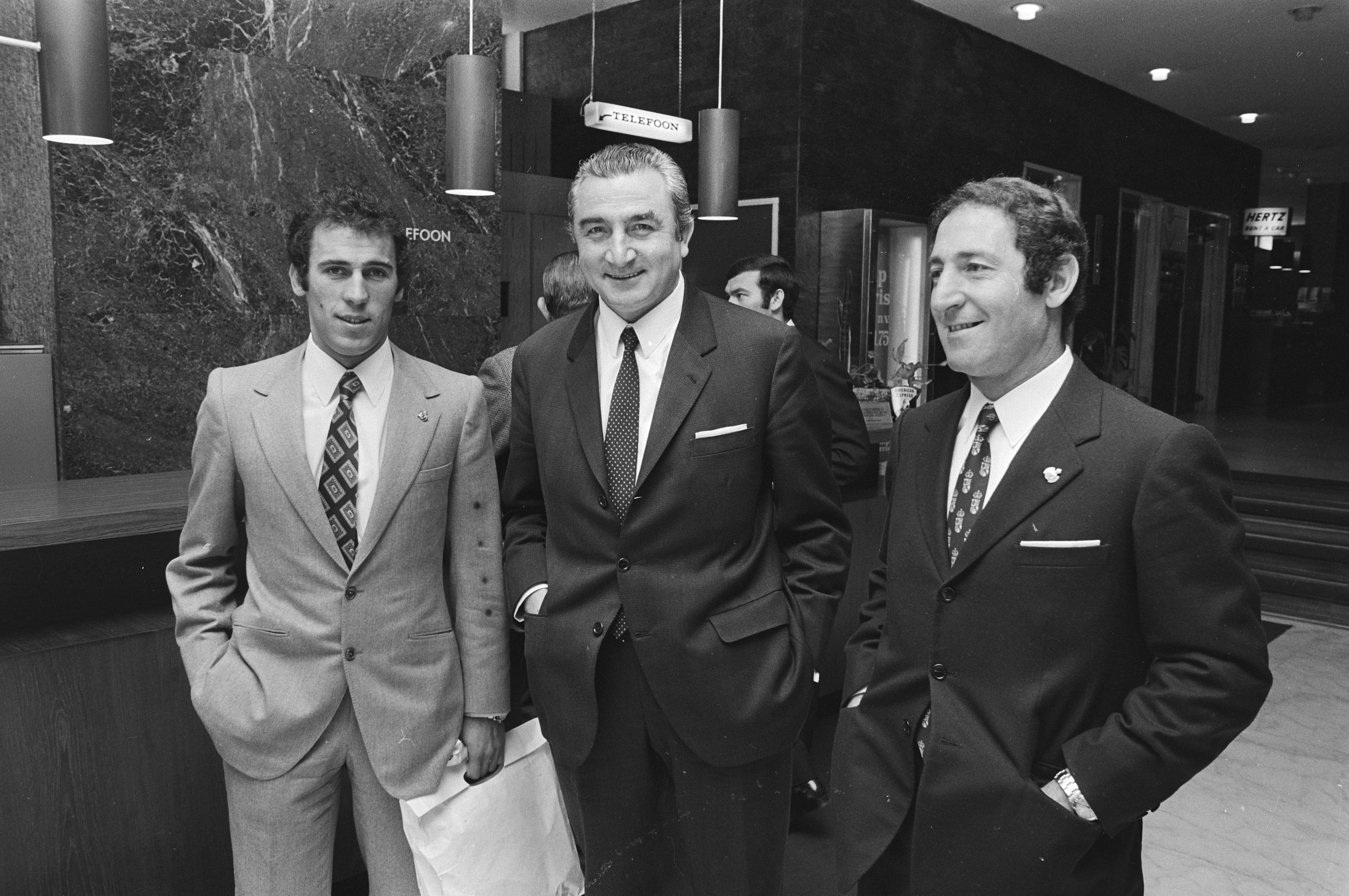
1971년의 무뇨스 감독(가운데)과 아만시오 아마로(왼쪽)와 프란시스코 헨토

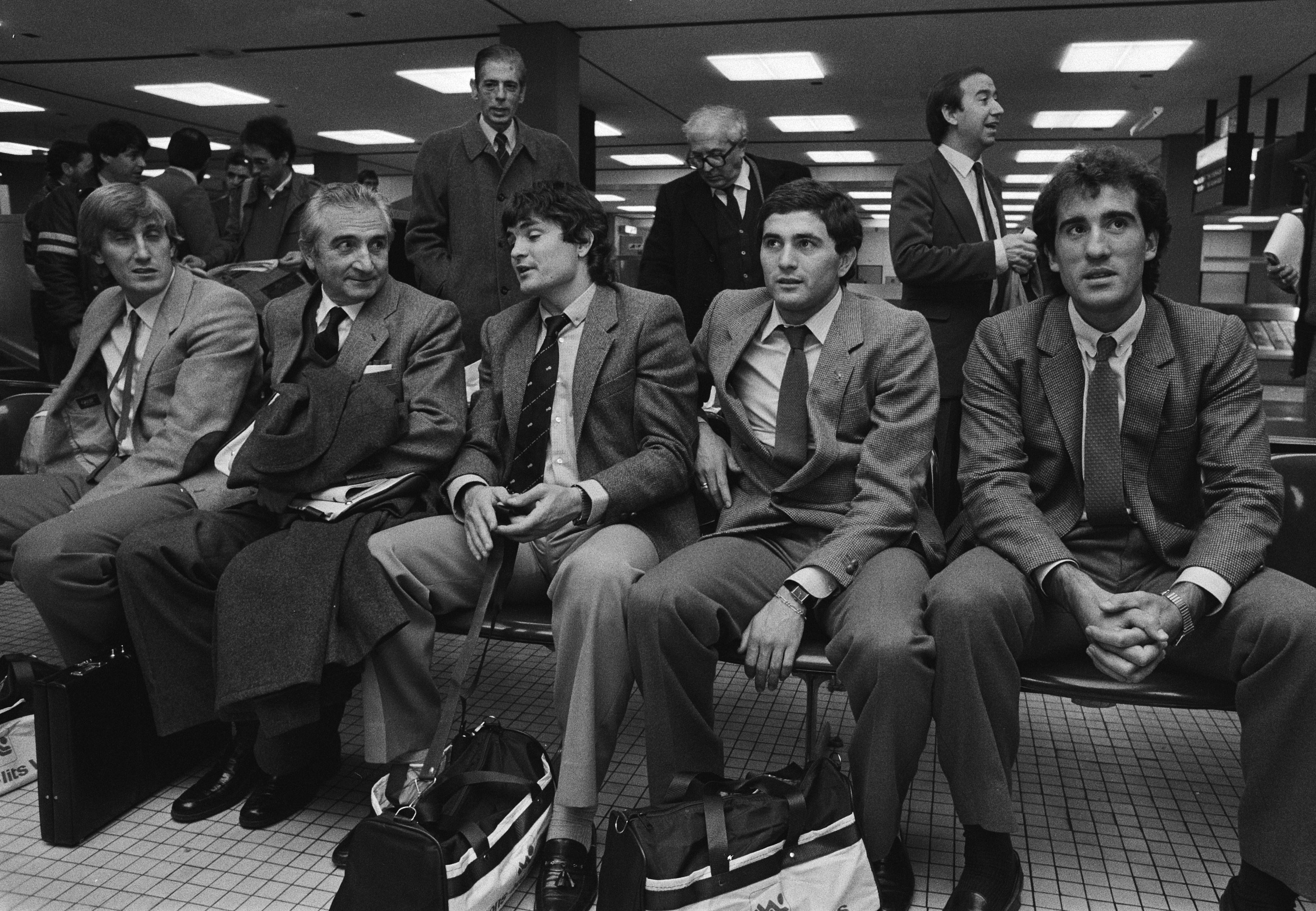
1983년 국가대표팀의 안토니오 마세다, 미겔 무뇨스 감독, 호세 안토니오 카마초, 라파엘 고르디요, 그리고 안도니 고이코에체아

### 선수
레알 마드리드
- 라 리가: 1953–54, 1954–55, 1956–57, 1957–58
- 코파 라티나: 1955, 1957
- 유러피언컵: 1955–56, 1956–57, 1957–58

### 감독
레알 마드리드
- 라 리가: 1960–61, 1961–62, 1962–63, 1963–64, 1964–65, 1966–67, 1967–68, 1968–69, 1971–72
- 코파 델 레이: 1961–62, 1969–70
- 유러피언컵: 1959–60, 1965–66
- 인터콘티넨털컵: 1960

### 개인
- 프랑스 풋볼 역대 최고 감독 14위: 2019[6]

## 감독 통계
출처:
| 구단          | 취임             | 해임             | 기록 | 기록 | 기록 | 기록 | 기록  | 기록 | 기록 | 기록  |
| 구단          | 취임             | 해임             | 전   | 승   | 무   | 패   | 득    | 실   | 차   | 율 %  |
| ------------- | ---------------- | ---------------- | ---- | ---- | ---- | ---- | ----- | ---- | ---- | ----- |
| 레알 마드리드 | 1959년 2월 21일  | 1959년 4월 13일  | 9    | 5    | 2    | 2    | 31    | 9    | +22  | 55.56 |
| 플루스 울트라 | 1959년 4월 20일  | 1960년 4월 10일  | 31   | 13   | 11   | 7    | 61    | 44   | +17  | 41.94 |
| 레알 마드리드 | 1960년 4월 13일  | 1974년 1월 15일  | 595  | 352  | 126  | 117  | 1,194 | 533  | +661 | 59.16 |
| 스페인        | 1960년 5월 15일  | 1961년 12월 10일 | 14   | 9    | 2    | 3    | 28    | 16   | +12  | 64.29 |
| 그라나다      | 1975년 7월 1일   | 1976년 5월 20일  | 38   | 9    | 12   | 17   | 36    | 58   | −22  | 23.68 |
| 라스 팔마스   | 1977년 7월 1일   | 1979년 6월 1일   | 72   | 27   | 21   | 24   | 103   | 92   | +11  | 37.50 |
| 세비야        | 1979년 7월 5일   | 1981년 12월 6일  | 82   | 32   | 18   | 32   | 100   | 111  | −11  | 39.02 |
| 스페인        | 1982년 10월 27일 | 1988년 6월 17일  | 59   | 30   | 15   | 14   | 101   | 57   | +44  | 50.85 |
| 경력 합계     | 경력 합계        | 경력 합계        | 900  | 477  | 207  | 216  | 1,654 | 920  | +734 | 53.00 |